# Дороті Моркіс
Дороті Моркіс (англ. Dorothy Morkis, 1942) — американська вершниця.
Бронзова призерка Олімпійських Ігор 1976 року в командній виїздці.
Переможниця Панамериканських ігор 1975 року в командній виїздці, бронзова призерка 1975 року в індивідуальній виїздці.